# Sven Ohlsson
Sven Adam Albert Ohlsson (14 février 1888 à Örebro – 27 décembre 1947 à Örebro) est un joueur de football international suédois, évoluant au poste d'attaquant.

## Biographie
Sven Ohlsson reçoit deux sélections en équipe de Suède en 1908. 
Il participe aux Jeux olympiques d'été de 1908, terminant quatrième du tournoi. Lors du tournoi olympique organisé à Londres, il joue un match contre la Grande-Bretagne.